# Crime (filme)
Crime é um filme português de drama escrito e realizado por Rui Filipe Torres, que protagonizou João D'Ávila, Rúben Garcia e Marina Albuquerque. O filme foi apresentado na Cinemateca Portuguesa a 7 de janeiro de 2015 e lançado nos cinemas portugueses a 28 de maio de 2015.

## Elenco
- João D'Ávila como António
- Rúben Garcia como Rodrigo
- Marina Albuquerque